# Cycas sancti-lasallei
{{#ifeq:0|0|{{#if:|{{#if:Cycassancti-lasallei|[[]}}|}}}}
Cycas sancti-lasallei — вид саговників, ендемічний для Мінданао, Філіппіни. Він знайдений у вододілі річки Кугман у Кагаян-де-Оро, Східний Місаміс, Філіппіни.